# Палац Ілінських
Пала́ц Ілі́нських — колишній палац, збудований наприкінці XVIII століття в містечку Романів (нині Житомирська область) Юзефом Августом Ілінським, що належав до герба Лис. 

## Архітектура
Палац був спроєктований архітектором Фалендином (Валентином) Мерком у стилі класицизм і мав П-подібну форму. Тринадцятивісна будівля мала портик, що спирався на шість колон, які підтримували тимпан. Крила палацу також завершувалися колонадами, що підтримували тимпани. Весь комплекс був оточений коринфською колонадою. Резиденція налічувала сто кімнат, а також мала власну каплицю.[джерело?]
Наприкінці XIX століття палац перейшов у власність родини Стецьких. На жаль, 5 грудня 1876 року будівля повністю згоріла і більше не відновлювалася. Родина Стецьких переїхала до колишнього єзуїтського колегіуму. Зовнішній вигляд палацу відомий лише з гравюр Густава Фрідріха Амаліуса Тойберта (1755–1839) та Яна Казимира Вільчинського.
При палаці існували театр, опера та балет, від яких наприкінці XIX століття залишилися лише поодинокі сліди.[джерело?]

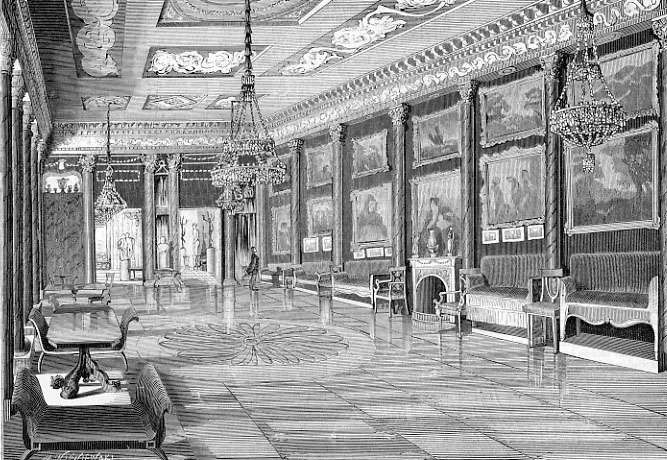
Золота зала в палаці в Романові

## Інтер'єр та колекції
Палац славився своєю багатою колекцією витворів мистецтва. Серед картин були такі шедеври, як Поклоніння волхвів Якопо Бассано, Самарянка Луки Джордано, Вознесіння Тінторетто, Спокуса святого Антонія Давіда Тенірса молодшого, Три частини світу Тиціана, Милосердя Бартоломео Скедоні, Фламандський пейзаж Германа ван Сваневельта, Битва та Прогулянка Філіпса Вауермана, Святий Бруно Люрера, Лицар в обладунках Пітера Пауля Рубенса.[джерело?]
Окрім живопису, в палаці зберігалася колекція скульптур, предмети старовини, письмовий стіл, подарований Марією-Антуанеттою цариці Катерині II, ліжко цариці, столи з мозаїки та малахіту та інші цінні речі.[джерело?] Колекція мистецтва оцінювалася в мільйон рублів. Після пожежі більшість експонатів була втрачена або розпорошена.
У палаці також знаходився портрет Гертруди Коморовської та її сестер Елеонори Ілінської і Кордули Теодорової Потоцької. Останніми власниками Романова були Генрик та його дружина Стецькі.

## Парк
Палац оточував двірський парк зі звіринцем. У парку знаходився триметровий гранітний пам'ятник у формі піраміди, присвячений пам'яті генерала Януша Станіслава Ілінського, який загинув у 1792 році під Маркушовом.